# Uzuc
Uzuc Ploiești, societate membra a Grupului Serviciile Comerciale Române, alaturi de Sinterom Cluj-Napoca, Contactoare Buzău, Chimcomplex Borzești, Iașitex Iași, Nova Textile Bumbac Pitești, Caromet Caransebeș, Someș Dej, Aisa Invest Cluj-Napoca și Inav București, este o companie din România producătoare de echipamente tehnologice sub presiune, pentru industriile chimică, petrochimică și energetică, precum și autoclave pentru industria materialelor de construcții. A fost înființată în anul 1904, având ca obiect de activitate producerea de armament și repararea de vagoane pentru calea ferată.
Începand din anul 1962, compania produce echipamente tehnologice pentru industria petrochimică, metalurgică și energetică.
Activitatea companiei include proiectarea și fabricarea de echipamente și skiduri din oțel carbon, oțel inoxidabil pentru industria chimică, industria petrochimică, apă grea, centrale nucleare, metalurgice, ulei și minerit, celuloză și hârtie, industria alimentară, rulmenți, și de asemenea, piese de schimb, asistență tehnica și service, montaj, reparații și echipamente de pornire. În decursul ultimilor 40 de ani de experiență, în domeniul producerii de utilaje sub presiune, UZUC a procesat o gamă largă de materiale specifice precum: oțel carbon, oțel aliat cu Mo, Ni, Cr-Mo, oțel inoxidabil, oțel refractar, aliaje de Cu și Ni, elaborate conform standardelor românești (STAS) și internaționale (ASME/ASTM, DIN, AFNOR, JIG, GOST etc.).
Titlurile Uzuc sunt tranzacționate la Bursa de Valori București.
Principalul acționar al companiei Uzuc este societatea A1 Impex SRL, care deține 83,71 % din capitalul social.
SC Uzuc SA are sediul în Ploiești pe strada Depoului nr. 16. Adresa web: www.uzuc.ro
Cifra de afaceri în 2009: 69,7 milioane lei
Profit net în 2009: 9,1 milioane lei
În perioada 2008-2010, producția destinată exportului a reprezentat peste 80% din realizările societății, (86% în 2010), printre clienții tradiționali fiind firme de prestigiu din Italia (GE Oil & Gas), Olanda (Thomassen, IHC, QE), Franța (GEEPE), Austria (LMF).

## Produse
Gama de produse cuprinde:
- Diferite tipuri de Schimbătoare de Căldură, conform standardelor TEMA;
- Echipamente sub presiune (Vase, Separatoare);
- Coloane;
- Structuri metalice pentru vasele verticale executate de UZUC;
- Autoclave pentru industria materialelor de construcții (BCA).